# 数河高原
数河高原（すごうこうげん）とは、岐阜県飛騨市古川町数河（旧：吉城郡古川町数河）の集落に位置する標高約900 - 1,000 mの高原地帯。集落は国道41号沿いに位置しており、飛騨市の中心部からは約13 km離れている。気象条件は日本海側気候に属し、真夏の平均気温は20℃前後と冷涼な気候である。飛騨地域でも屈指の豪雪地帯で、冬季の積雪量は平均3 mに達し、年間累積降雪量は10 mを超える。
一帯は夏の避暑地として知られ、観光地・リゾート地として開発されているほか、ラグビーの合宿地としても知られている。2012年（平成24年）には、ぎふ清流国体のラグビーフットボール会場となった。
本項目では、数河高原一帯を含む飛騨市の大字である古川町数河（ふるかわちょうすごう）や、付近に位置する国道41号および国道471号の数河峠（すごうとうげ）についても併せて解説する。

## 地理
数河（すごう）は古川盆地の北部に位置し、宮川の一次支川である戸市川（といちがわ）源流部の山間小盆地にある集落で、上数河と下数河に区分される。このうち、高原上に位置する地区が上数河である。北は流葉山（ながれはやま、標高1,423 m）から、高山（こうやま、標高1,336 m）への尾根で、旧宮川村に接する。東は旧神岡町西に接している。
数河高原は標高約900 - 1,000 mの高原で、シラカバが自生している。集落の面積は縦25町、横1町56間。高山への距離は6里12町で、国道41号を経由するルートで約28 kmである。かつては笋（根曲笹の筍）と菅の筵、ないし農業を生業としていた村だったが、1968年（昭和43年）に地内を通過する国道41号が開通してからは主に中京地区の資本により、スキー場が進出するなど、観光・レジャー基地として開発が進められ、観光地として発展していった。「飛騨の軽井沢」と呼ばれる場合もある。
「数河」の地名は「菅生」で、かつてこの地の高層湿原に茂っていた菅と、冬に山で取れる科の木の皮で、菅莚を作ることを本業にしていたことに由来している。この数河以外にも、神岡町（現：飛騨市）や益田郡馬瀬村（現：下呂市）にも「数河」という名前の村（後の大字）があった。

### 数河峠
数河峠（すごうとうげ、座標）は、旧古川町と旧神岡町の境にある峠である。標高は896 mで、国道41号と国道471号がこの峠を経由する。古川町市街地との標高差は約400 mで、急勾配（6 ‰）のヘアピンカーブが約20 kmにわたって続く。冬季には数河除雪センターにより、11月中旬から翌年3月まで除雪車による除雪作業が行われる。

#### 数河峠整備の歴史
数河峠を通る道はかつて、道幅6尺（約1.8 m）程度で路面状況も悪かったが、国道としての供用に伴い、飛騨地方における南北の幹線道路としての役割を果たすようになった。
国道41号はかつて岐阜県道岐阜富山線だったが、1953年（昭和28年）に二級国道155号として指定されたことを経て、1959年（昭和34年）に一級国道41号へ昇格した。この一級国道昇格を機に、国道41号は飛騨地方の主要道路、そして東海と北陸の両経済圏を結ぶ主要道路として本格的な改修工事が進められることとなったが、古川 - 神岡間の路線整備にあたっては旧道と同じ神原峠経由とするか、数河峠経由とするかを巡り、古川町だけでなく神岡町、河合村、宮川村といった沿線自治体も巻き込んだ激しい誘致運動が展開された。一般的には二級国道が一級国道になっても旧道と著しくルートが変更されることはないと考えられていたが、建設省は改修工事を見据え、国道41号の経由地を明確に決定しておらず、そのような事情がこのような誘致合戦の遠因となった。
旧道が経由していた神原峠には1924年（大正13年）に開通したトンネルがあったが、国道改修工事計画の中で、旧トンネルより約135 m低い地点まで引き下げて延長2600 mの長大トンネルを建設する計画があった。一方で数河峠経由のルートは、神原峠経由のルートに比べて2 km長くはなるが、急カーブが少なくて勾配も緩い点、途中でトンネルを掘る必要がない点、高山本線との立体交差が簡単である点、そして工事費用が安く済む点が優位点とされた。そのような事情から1961年（昭和36年）9月、新道は数河峠経由で整備されることが決まり、1963年（昭和38年）から着工、1967年（昭和42年）に完成した。この間、1966年（昭和41年）3月1日には一級国道41号は一般国道として指定される。
同年12月10日、建設省高山工事事務所は国道41号を神原峠経由から数河峠経由に切り替え、従来の神原峠経由の道路は県道月ヶ瀬神岡線となった。1968年11月22日、数河峠経由の新ルートが全通し、この国道開通を機に、数河高原の観光開発は急速に進んでいった。この国道開通を記念し、古川町の数河・戸市・末眞・野口・袈裟丸の各区と、神岡町の西区は連名で、数河峠近くの国道沿いに国道開通記念碑（後述）を建立した。また数河峠経由の新ルートが拡幅・舗装されたことを受け、濃飛バスは神岡 - 高山間で運行していた路線バス16往復のうち、4分の3程度の便を神原峠経由より道幅が広くて離合が楽であり、急カーブも少ない数河峠経由の新ルートに切り替えた。なお神原峠経由のトンネル建設計画は実現しなかったが、県道降格後には地元住民による「神原峠道路改修促進同盟会」が結成され、1983年（昭和58年）に岐阜県から神原峠道路の改修案が提示され、1988年（昭和63年）に着工、1990年（平成2年）には延長295 mの神原トンネルや橋梁などを用いてカーブ、勾配を減らした2車線道路が開通した。その後、1993年（平成5年）5月には主要地方道75号線神岡河合線に指定されている。

#### 交通安全対策
数河峠は2001年（平成13年）時点で、岐阜県北部と富山県を結ぶ数少ない一般道であったため、3000台/日以上の自動車の通行が見られた一方、国道41号では最大の難所とされていた。特に高山方面に向かって長い下り坂が続くため、スピードの出し過ぎなどによる重大事故が多発していた。下り坂で過熱したブレーキが利きにくくなり、フェード現象・ベーパーロック現象によって事故を起こす車が多かったと評されている。また冬場の積雪時には、凍結状態の坂道でタイヤチェーン未装着の大型車によるスリップ事故が多発しており、立ち往生、対向車との正面衝突事故、カーブでの横転事故なども発生している。また事故が発生するとレッカー作業のため、道路を通行止めにする必要があり、他の車への影響も非常に大きかった。
このため岐阜県警察の交通企画課や、地元の古川・神岡の両警察署（いずれも現在の飛騨警察署）、高山国道工事事務所により、フットブレーキの過度な利用を控えてエンジンブレーキを利用するよう求める啓発、速度違反・過積載の取り締まりや注意喚起、警戒標識・看板の設置などといった安全対策が重点的に取られていた。また2010年代以降は歩道・登坂車線の整備、色彩心理を応用した峠手前の路面（登坂車線と走行車線）の塗り分けといった安全対策がなされている。後者の試みは、数河峠手前（古川町戸市）のヘアピンカーブ2か所で高山方面から来た車が、峠道を上る途中で十分に減速せず、カーブを曲がり切れずに起こす事故が多かったことを受け、飛騨署の交通課長が登坂車線を緑、走行車線を赤に舗装し、車を登坂車線に誘導して速度を落とさせようと提案したことがきっかけで実現した試みである。
2018年（平成30年）7月7日正午ごろ、記録的な大雨の影響により、国道41号で大規模な土砂崩れが発生し、数河峠周辺の山から土砂10,000 m3が流入したため、数河峠は一時通行不能になった。登坂車線を含めた復旧は約1か月後のことであった。その後、2019年（令和元年）6月には国が道路脇にコンクリート製の土砂流出防止枠を設置したり、県が崩落部分に谷止め工を行ったりした。

## 歴史
大宝年間（西暦701年から704年）の間に新羅から渡来した僧が数河を訪れ、高麗芸術を取り入れた獅子舞を伝え、後に地元の松尾白山神社や白山神社で継承されてきた数河獅子（後述）の起源となったとされる。奈良時代末期までに下数河の松尾白山神社が、平安時代までに上数河の白山神社（宮田白山神社）がそれぞれ創祀された（後述）。
鎌倉時代から室町時代、戦国期にかけて作成された旧古川町域の土地台帳は存在が確認されていない。江戸時代は飛騨国吉城郡小島郷の数河村で、天正14年（1586年）から金森氏領になり、元禄5年（1692年）以降は幕府領になった。1613年（慶長18年）の『飛騨国三郡高之御帳』には、小島郷の「上すがふ村」「下須河村」という記述がある。また1746年（延享3年）の『飛騨国中案内』や1760年（宝暦10年）の『宝暦除地帳』によれば、数河村には「白山権現宮」があるが、延享に発行された『飛州志』では同神社は「諏訪宮」に、同書を補訂した岡村利平『飛州志備考』（1909年）では「白山宮」となっている。数河村の検地は1694年（元禄7年）7月、検地役人の伴によって行われ、また1773年（安永2年）に行われた安永検地では、今井勘助が検地を行った。江戸時代の年貢は基本的に現物納だったが、数河村は畑が多い土地柄であるため、古川収納組（小島郷や隣接する古川郷、小鷹利郷）の25村では唯一、皆金納を認められた。1771年（明和8年）に木地挽を雇い入れようとし、下流5村と争いとなったが、最終的には数河村側が譲歩することで決着した。1844年（天保15年）には、数河村など6村が山内打込惣入会維持の証文を取り交わしている。
江戸時代の吉城郡を含む飛騨三郡（吉城郡・大野郡・益田郡）は幕府直轄地だったが、明治初年に笠松裁判所の管轄となり、飛騨県、高山県を経て、1871年（明治4年）11月には信濃国の一部（伊那、松本、高島、高遠、飯田の5県など）と合併して筑摩県となった。その後、1876年（明治9年）8月に旧飛騨三郡は筑摩県を離脱して岐阜県に合併した。1875年（明治8年）2月8日、数河村は細江村の大字数河組となり、1889年（明治22年）には細江村大字数河となった。さらに1956年（昭和31年）4月1日、細江村が（旧）古川町・小鷹利村と合併して（新）古川町が発足したことに伴い、古川町大字数河となった。2004年（平成16年）2月1日には、古川町が同じ吉城郡の河合村・宮川村・神岡町と合併し、飛騨市が誕生したことに伴い、数河も「古川町数河」から「飛騨市古川町数河」となっている。
数河は江戸時代から明治・大正時代にかけ、隣村との交流がほとんどない陸の孤島で、道路状態が悪かったために車が使えず、大きな荷物は馬につけて運んでいた。しかし戦時中の1943年（昭和18年）には数河一帯で大規模なジャガイモの栽培が行われ（後述）、その際に道路幅が9尺（約2.7 m）と狭く、自動車の通行に支障があるとして問題視されたことから、県知事の指示で道路拡幅工事が行われ、後にこの道路は「いも道路」と呼ばれるようになった。

### 観光地としての歴史
1958年（昭和33年）に大阪府大阪市の松坂屋で開催された「飛騨の観光と物産展」では、古川町観光協会が古川町の観光地を紹介する写真の一つとして数河遊園地の写真を展示した。また1959年（昭和34年）4月には古川町役場内に商工観光課が設置され、行政による観光事業に力が入れられるようになった。1959年、岐阜県教育委員会は春のツツジ、夏の爽涼、秋の紅葉などの景色が豊かで来訪者が多いことを理由に、「数河高原遊園地」を教育キャンプ地に指定した。1960年（昭和35年）、数河高原は神岡町流葉山一帯、宮川村ニコイ高原とともに奥飛騨数河流葉県立自然公園に指定された。1963年（昭和38年）には名鉄系企業である奥飛観光開発が設置した数河高原スキー場が営業を開始し、また1969年（昭和44年）には隣接する神岡町に所在する流葉スキー場で開催された国体冬季大会の関係者、および観光客やスキーヤーを受け入れるための宿泊施設として、岐阜県では初の国民宿舎「飛騨高原ロッジ」（後述）が建設された。1973年（昭和48年）にはスキー場・ゴルフ場・ホテルを併設した飛騨ハイランド（経営：飛騨ハイランド観光）が設立された。スキー場の開発を草分けに、民宿が付随して発展していき、1968年の国道41号開通以降は観光地として栄えた。なお県立自然公園への指定から1969年までは数河高原開発公社が数河高原における施設の拡充・運営を行ってきたが、上宝村（現：高山市）による奥飛騨観光開発が伸展してきたことや、数河地区の観光施設が充実してきたことから、1969年（昭和44年）6月には数河観光協会が設立された。
また1979年（昭和54年）時点で岐阜県ラグビーフットボール協会副理事長を務めていた藤井清喜（ふじい せいき）が、数河高原の冷涼な気候に着目し、同年5月に数河高原の民宿3軒のオーナーに対し、ラグビー合宿地としての受け入れを要請。民宿側も冬場のスキー客だけでなく、閑散期となる夏場の固定客を確保するため、藤井からの申し出を受け、手作りのラグビー場を整備するなどした。また古川町もグラウンド5面を建設するなど、受け入れに積極的に協力した。そのような受け入れ策が実り、大阪・京都の強豪チームや四国・九州などの遠方のチームなども合宿に訪れるようになり、ラグビーのメッカとされていた菅平（長野県）に倣い「岐阜の菅平」の名が定着するようになった。1998年には藤井の功績を称えて、数河高原に彼の胸像が建てられている。
また乗馬・アーチェリー・ボートなどが楽しめるレジャーランドがあり、大動物の剥製も展示されていた。数河高原スキー場周辺の国道41号沿線にはドライブインや民宿が立ち並び、数河流葉県立自然公園の観光客数は1979年から1980年（昭和55年）にかけてピークの約8万人に達した。同年時点で、数河高原は冬季に数万人を超えるスキー客らでにぎわいを見せる観光地となっており、1990年代ごろまでは冬のスキー客や、夏の（高校・大学）ラグビー部の合宿からの需要が高かった。
しかし数河峠の交通量は1978年（昭和53年）をピークに減少し、東海北陸自動車道・安房峠道路、国道360号といった周辺の道路網の整備により、交通の流れの変化が生じたことに加え、スキー人口の減少や、奥美濃地方・富山県内のスキー場との競合のあおりを受けるようになった。1999年（平成11年）11月に東海北陸自動車道が飛騨地方まで延伸されて以降は数河高原でもスキー客の増加が期待されたが、実際には飛騨地方よりアクセスの良い奥美濃地方に客が流れていた。このような事情から、2003年（平成15年）3月23日には「パルクすごうスキー場」（旧：数河高原スキー場）が営業を終了し、また2000年代にはラグビー人気低下の影響を受け、合宿に訪れるラグビーチームの減少などにも悩まされるようになった。集落では過疎化や農業の低迷が進み、休耕田も増加するようになった。
2000年代以降はグリーンツーリズムの開催や、地元の休耕田で栽培・収穫したソバを用いた「数河そば」の提供、「お助け水」と呼ばれる湧水を用いた休耕田でのワサビ栽培、特産品であるタケノコを加工した缶詰「飛騨 菅生（すがふ）竹の子」の販売など、地域おこしに力を入れている。

#### 数河高原スキー場
数河高原スキー場は、奥飛観光開発が1963年（昭和38年）に古川町数河で営業を開始したスキー場である。これは当時、全国的に盛んだったスキー客の誘客を目指してのことで、1967年に国道41号が数河峠経由になって改修・舗装されてからはスキー客が増加、約10万人が数河高原を訪れた。
ファミリーやスノーボーダー向けのスキー場として利用されていたが、1999年（平成11年）秋に奥飛観光開発が営業から撤退、その後は地元で民宿やドライブインなどを経営する会社「佐藤兵衛商事」が数河高原観光協会から委託を受け、パルクすごうスキー場として営業を行っていた。しかし利用者数の減少や赤字体質が続き、2003年（平成15年）3月23日限りで営業を終了した。

##### 営業期間
1981年-1982年シーズンは12月下旬から翌年3月下旬、1990年-1991年シーズンは12月中旬から翌年3月末にかけて営業していた。

##### 特色・施設
雪質はパウダースノーで、雪質の良さと北アルプス連峰の眺望を売りとしており、スキー場からの北アルプス（穂高連峰、乗鞍岳から薬師岳まで）の眺望は飛騨地方でも屈指と言われていた。
ゲレンデは標高約1,000 mに位置していた。コースは計2コースあり、その全長は1,500 m、面積は約20 haだった。リフトは2基あり、ゲレンデ中央にあった第一リフトは440 m、ゲレンデ西側にあった第二リフトは560 mの長さだった。また1992年-1993年シーズン時点では、リフト2基と別にスノートロイカ1基が設置されていた。駐車場は1972年時点ではゲレンデ前の第一駐車場（乗用車250台・バス30台）、バス停前の第二駐車場（50台）があり、1992年時点では800台分あった。ゲレンデおよび駐車場は国道41号に面しており、道路向かいには「ドライブインすごう峠」があった。
全体的に緩やかな斜面が多かったが、ゲレンデ奥には26°の壁や連続するコブなどもあり、中上級者の練習用にも利用されていた。場内には「チビッ子広場」「わんぱくランド」なども設けられていた。スキー以外のスノースポーツ（スノーボード・スノーモービル・4輪バギーなど）も可能で、1970年時点では、当時の日本では珍しかったボブスレーのコース（初心者向き）があった。

##### スキー場の歴史
同スキー場は1993年1月時点でスノーランドすごうスキー場に改称しており、1992年-1993年シーズンには駐車場および第1リフトの乗り場付近にスキーセンターが新設されていた。1995年（平成7年）には全長100 m、斜度13.3°の本格的なハーフパイプ（スノーボード専用コース）を新設し、同シーズンは入場者数が過去最高（56,000人）を記録した。
名古屋をはじめ、岐阜市や北陸方面からの家族連れや若者で賑わいを見せ、1977年（昭和52年）には、当時の数河流葉県立自然公園の観光客数（約7万人）に迫る6万人超の観光客が訪れた。しかしスキーブームの終焉とスキー人口の減少に伴って入場客数は減少傾向に入り、1991年シーズンに47,000人を記録した入込客（下段索道輸送実績）は、1992年シーズンに33,500人、1993年シーズンに38,000人と下落が続いた。「スノーランド」時代は年間約26,000人の利用者がいたが、奥飛観光開発が撤退する直前には、入場客数がバブル期の3分の1程度となる10,000人台に低迷していた。
このようにスキー客の大幅な減少が続いたことから、1999年（平成11年）秋には奥飛観光開発が「スノーランドすごう」の経営から撤退することを決める。奥飛観光開発は当初、古川町などに経営継承を打診したが、引き受け手はなかった。スキー場周辺の民宿（約20軒）にとって撤退は死活問題であるため、地元のスキー場存続を望む声は強く、奥飛観光開発や古川町・数河高原観光協会による協議の結果、数河高原観光協会が施設を借用した上で、同協会から委託を受け、佐藤兵衛商事が運営するという形で営業を継続することが決まった。奥飛観光開発は町の仲介を受け、リフト（2基）・レストラン・無料休憩所などの保有施設を、すべて無償で貸与することとした。古川町はリフトなどの固定資産税補填分として年間250万円を補助したほか、駐車場整備などに協力し、収容台数を従来の2倍となる約700台に拡張した。同年12月18日以降、同スキー場は数河高原観光協会の経営するパルクすごうスキー場として営業を開始した。リニューアル当時は2001年-2002年シーズンまで3年間様子見する予定だったが、後に1年間営業を延長し、地元の旅館などの支援を受けてリフト設置・イベントなどを続けていた。
リニューアル後は誘客のため、毎週月曜日に女性・子供のリフト料金を無料にしたり、2年目の2000年-2001年シーズンからはそれまで一律3500円だったリフト料金を1000 - 2500円と大幅に値下げしたり、オープン記念イベントで飛騨牛の丸焼きや熊鍋、村興しで試作した豆腐、そば、山ぶどうジュースなどの特産品を来場者に振る舞ったりなど、様々な営業施策を行ったが、利用者数は1年目の1999年度に約9,400人、3年目の2001年度は大雪による伸び悩みなどから約8,500人と低迷し続けた。加えて年間約250万円の赤字が続いたことや、古川町の飛騨市への合併（2004年2月）後は市内の他のスキー場とも競合することが予想されたため、2003年3月23日限りで営業を終了した。パルクすごうだけでなく、同じ吉城郡の上宝村（現：高山市）にあり、同じ奥飛観光開発が経営していた新穂高ロープウェイスキー場も同シーズン限りで閉鎖しており、それ以外の吉城郡内のスキー場も多くが数年来の入場客減少傾向に苦しんでいると報じられていた。
閉鎖後の2004年（平成16年）と2005年（平成17年）には、2004年の飛騨市誕生を機に地元の「数河村興し研究委員会」がスキー場跡の雪を活性化に結びつけようと、スキー場跡で「飛騨市民手作りかまくらコンテスト」を開催した。飛騨市の誕生を記念してまた地元の有志らが土地所有者の了承を得た上で、スキー場跡地などを用いてスノーモービルを一般客に貸与する「数河モービルランド」を運営している。また旧駐車場（国道41号沿い）には「タンナカ高原の水」の無料水汲み場が設置されている。
パルクすごうスキー場では営業最終年となった2003年（第35回）まで、「名古屋市民数河高原スキー大会」（名古屋市スキー協会主催、毎日新聞社など後援）が開催されていた。また古川町の小学生スキークラブ「古川スキージュニア」はこのスキー場をホームゲレンデにしていたが、閉鎖後の2004年以降は飛騨市河合町（旧：河合村）の飛騨かわいスキー場にホームゲレンデを移転している。

##### 交通アクセス
1972年（昭和47年）当時のスキー場への所要時間は、名古屋から自家用車もしくはバス利用の場合は国道41号経由で約4時間、列車利用の場合は高山本線の特急「ひだ」停車駅である飛騨古川駅からバスに乗車し、「数河高原」バス停で下車して約30分だった。また1985年（昭和60年）ごろには名鉄バスセンターから毎日21時発のスキー場への直行バスが運転されていた。
1999年時点ではスキー場駐車場および「スキーハウス数河」（座標）に近い国道41号に「数河高原スキー場」というバス停（座標）があったが、同バス停（濃飛バス）はスキー場閉鎖後の2023年時点では「数河峠」という名称になっている。

#### 飛騨ハイランド
飛騨ハイランドは、飛騨市古川町数河80-1（座標）に所在していたリゾート施設である。2021年現在は飛騨数河リゾート＆カントリークラブ（ゴルフ場・別荘地、温泉施設）として営業している。国道41号の南側、前述のスノーランドすごうから見て南西方向に所在している。
南知多観光開発によって1972年に飛騨ハイランドホテルがオープンし、ゴルフ場「飛騨数河高原カントリー倶楽部」やスキー場の「飛騨ハイランド」、ボウリング場の「飛騨ハイランドボウル」といったレジャー施設、別荘分譲地なども整備された。飛騨ハイランドのゲレンデは積雪時にはスキー場、非積雪時にはゴルフ場として運営されていた。スキー場としては12月中旬から3月下旬まで開設されており、北アルプスを望む北斜面のゲレンデだった。リフトはペアリフト2基（800 m、500 m）があり、ゲレンデは初級者向けの第1ゲレンデ（550 m、平均10°）と中上級者向けの第2ゲレンデ（1100 m、平均18°、最大32°）、第3ゲレンデ（1200 m、平均12°、最大33°）の3ゲレンデがあったが、ゴルフ場がベースとなっているため、ゲレンデ下部（北側）が緩斜面だった。またゲレンデの中心、第1リフトと第2リフトの中間地点付近にホテル（西側が本館、東側が別館）があった。ホテルにはアルカリ単純泉の温泉があり、露天風呂もあった。スノーボードは全面全日滑走可だったが、ライセンスが必要だった。1999年時点で、飛騨古川駅からの所要時間はタクシーで15分、もしくは専用バスで20分だった。駐車場は1987年時点で1000台分あった。
スキー場は併設する「飛騨ハイランドホテル」宿泊客以外の利用者が少なかったことから、2005年 - 2006年シーズン以降は同ホテルの宿泊客だけを対象に営業していた。その後、景気悪化の影響で来場者数が落ち込み、資金繰りが悪化したことから、運営会社の「飛騨ハイランド観光」が2010年（平成22年）3月17日付で東京地裁に民事再生法の適用を申請。再生計画案に基づいて同月7月下旬に設立された新会社「飛騨数河リゾート」がゴルフ場やスキー場、ホテルなどの全事業を継承することとなり、ゴルフ場は同年9月1日から「飛騨数河カントリークラブ」に名称を変更した。なお、スキー場は2011年（平成23年）以降、修学旅行生のみに利用を限定し、「飛騨ハイランドホテル」は同年時点で廃業している。

#### タンナカ高原の水
数河高原の源水は古来から「お助け水」として地元住民に利用されていた。
「田中高原」（たんなかこうげん、「タンナカ高原」とも表記される）は、宮川町種蔵にある標高1,000 - 1,300 mの高原地帯。数河高原と飛騨市宮川町菅沼地区（国道360号沿線）の中間に位置し、落葉広葉樹（ブナ・シラカバ・トチ・ミズナラなど）による自然林が広がっている。また付近には「池ヶ原湿原」と呼ばれる広大な湿原があり、春はミズバショウやシラヒゲソウなどの花が咲き、釣りが禁止されていることから多数のイワナが水面近くを泳ぐ姿を観察できる。一帯の土地は、富山県富山市で「森井歯科医院」を経営する森井徹雄が所有している。林道脇の岸壁（標高1,200 m）から湧き出る湧水は、奥飛騨原水、タンナカ高原の水、高原水と呼ばれる。
この湧水は弱アルカリ性の軟水で、ミネラル（カルシウム・カリウムなど）が多く含まれる。この水は、タンナカ高原に降った雨や雪解け水が、先カンブリア時代の地層である「飛騨片麻岩」の地層に染み込み、数百年 - 数千年以上後に湧出したものである。
上馬場和夫（帝京平成大学東洋医学研究所教授、元富山大学和漢医薬額総合研究所客員教授）や森井らによる調査の結果、抗酸化作用の可能性が示唆されている、また抗糖尿病効果（インスリン分泌促進薬の効果増強）が確認されている。
1999年（平成11年）時点では「お助け水」をミネラルウオーターとして加工した「奥飛騨深山“天霊水”」がスギー産業株式会社から販売されており、中日ドラゴンズの選手たちにも愛飲されていた。2005年（平成17年）からは「タンナカ高原の水」を加熱殺菌したものがミネラルウォーターとして販売されているほか、2006年（平成18年）には水源地の地主である森井が、旧「パルクすごうスキー場」駐車場（国道41号沿い）に無料の水汲み場（約3.5 km離れた水源地からパイプで導水）を設置。県内外から多くの人が水を汲みに訪れているほか、高山市の酒造店がこの水を使った日本酒（深山菊「奥飛騨原水仕込み ひやおろし」）を秋の限定酒として販売し、人気を博している。

## 世帯数と人口
2015年国勢調査によれば、世帯数は71世帯で、人口は176人である。

### 人口の変遷
人口の推移（平成以降は特記なき場合、国勢調査による）。数河村の戸数は1730年（享保15年）時点で70戸、1773年（安永2年）時点で63戸、231人、1788年（天明8年） - 1789年（寛政元年）時点で62戸、237人、1853年（嘉永6年）時点で66戸、321人、1867年（慶応3年）時点で66戸、343人であった。明治初期の戸数は66だった。
1995年・2000年は吉城郡古川町数河、2004年2月以降は飛騨市古川町数河である。
| 1788年（天明8年）      | 237人 | [ 18 ]  |  |
| 1773年（安永2年）      | 231人 | [ 18 ]  |  |
| 1975年（昭和50年）     | 445人 | [ 15 ]  |  |
| 1995年（平成7年）      | 323人 | [ 143 ] |  |
| 2000年（平成12年）     | 276人 | [ 144 ] |  |
| 2004年（平成17年）2月  | 247人 | [ 52 ]  |  |
| 2005年（平成17年）     | 232人 | [ 145 ] |  |
| 2010年（平成22年）     | 191人 | [ 146 ] |  |
| 2015年（平成27年）     | 176人 | [ 140 ] |  |
| 2023年（令和5年）3月末 | 149人 | [ 52 ]  |  |

## 農業
村高は元禄検地の際は106石余（反別49町9反余）、安永検地の際は129石余、『飛騨国郷帳』によれば129石8斗1升3合。
江戸時代 - 明治時代はタケノコが最大の産物だった。『斐太後風土記』（大正4 - 5年）によれば、米15石・ヒエ125石・大麦10石・小麦5石・大豆20石・アワ7石2斗・ソバ8石・麻36貫目・大繭20貫目・小繭100貫目（生糸600目）などを生産していた。特産品は猿頭木・菅莚・タケノコなど。また、栃・栗・楢などの実を夫食として重用していた。戦時中の1943年（昭和18年）には青年学校や斐太実業学校の生徒らが動員され、数河の大慶尊（おおけそ）平から神馬野（かんばの）を開墾する事業が行われ、17.5町歩にわたる「東海四県種馬鈴薯採圃」で大規模なジャガイモの栽培が行われた。同年6月には北海道から取り寄せたジャガイモが植え付けられ、秋には約500俵のジャガイモが収穫されて東海4県に送られた。またこれに伴って道路の拡幅も行われたが、馬鈴薯生産事業は1945年（昭和20年）の終戦に伴って終了している。
また数河は標高800 - 900 mの高冷地であるため、冷害で稲の発育が損なわれていたことから、農業用水の水温上昇を図るために温水溜池が建設されることとなった。1958年（昭和33年）5月に数河地区農業用水溜池が起工されたが、この溜池は「菅生池」と呼ばれ、農業用としての利用だけでなく、ボートが配備されるなど観光用にも利用された。また農家の経営拡大を図るため、1961年（昭和36年）5月に設立された数河流葉農業協同組合が1969年（昭和44年）11月まで開拓事業を行い、水田29 ha、灌漑畑37 haが整備された。この開拓にあたっては水源の確保が必要となったため、1962年（昭和37年）には隣接する宮川村種蔵（現：飛騨市宮川町種蔵）と数河との間でっ取水に関する契約が締結され、種蔵から数河へ1367 mの導水用トンネルが建設された。
1970年（昭和45年）には数河地区の農業変革の第一歩として南知多観光が進出した。1983年（昭和58年）3月には数河圃場整備事業が完成した。21世紀時点ではワサビ・ソバの栽培や、タケノコの缶詰の販売（前述）などのほか、地元の畜産会社「山勇畜産」による飛騨牛の肥育も行われている。同社は1965年（昭和40年）に創業され、2016年（平成28年）時点で約850頭の飛騨牛を肥育しており、県の畜産共進会、和牛育成技術コンテストで最優秀の受賞歴がある。

## 学区
小学校は飛騨市立古川西小学校、中学校は飛騨市立古川中学校の通学区域で、数河地区からは両校へのスクールバスが運転されている。
かつては数河に古川町立数河小学校・古川町立数河中学校の2校があった。前者は明治7年10月に細江学校数河支校として設立され、明治23年には数河尋常小学校、1933年（昭和8年）には数河尋常高等小学校、1941年（昭和16年）には国民学校令により数河国民学校と改名された後、1947年（昭和22年）に数河小学校となったが、1969年（昭和44年）4月に古川西小学校へ統合され、同校の数河分教室となった。その後も古川西小学校の新教室が完成するまで分散教育が続けられたが、翌1970年（昭和45年）には新校舎が完成したため、同年7月に分教室は廃止され、数河の小学校は廃校になった。また後者は1947年（昭和22年）に細江村立細江中学校数河分校として開校、1958年（昭和33年）には宮城中学校数河分校となったが、翌1959年（昭和34年）に分校では学校運営上支障があることを理由に数河中学校として独立、小学校に併設される形で開校された。しかし同校も1966年（昭和41年）4月に古川中学校と統合され、廃校になっている。後者の統合にあたり、1966年度には古川町がスクールバス2台を購入し、数河地区や同じく分校が統廃合対象となった畔畑地区の生徒のためにそれぞれ冬季寄宿舎を建設している。この間、1961年から1966年にかけて数河小学校を卒業した29人は同窓会を1度しか開けなかったという。

## 施設
数河の集落には2か所の神社があり、上数河の神社は白山神社（後述）、下数河の神社は松尾白山神社（後述）と呼称される。
スキー場・キャンプ場・ゴルフ場・フィールドアスレチック・遊歩道などのレジャー施設が整備されており、付近にはひだ流葉スキー場（神岡町）がある。数河の集落を走る国道41号には、西から順に濃飛バスの「下数河」（座標）、「下数河口」（座標）、「中数河」（座標）、「上数河」（座標）、「上数河」（座標）、「ハイランドホテル」（上り線、座標）、「ハイランドホテル前」（下り線、座標）、「数河公園」（座標）、「数河峠」（旧：数河高原スキー場、前述）の各バス停がある。
- 白山神社
- 高山建築学校 - 所在地は飛騨市古川町数河1792番地（座標）[176]。1972年から（1983年時点で）毎年夏に高山で開催されており、建築を中心のテーマとした上で、絵画・彫刻・写真といった分野の視点も取り入れ、広く現代の芸術を再考することを狙いに、建築家の倉田康男をはじめ、若手の建築家・建築史家、生松敬三（思想史）、木田元（現象学）、小野二郎らが運営してきた[177]。数河高原の「前進基地」と呼ばれる民家で教師とともに寝泊まりしながら、全生活を通じて建築を学ぶというもので、1980年ごろからは将来的に小鳥峠近くに建設することを予定していた本校舎建設に向けての訓練の一環として、数河高原の土地（約4000 m2）で参加者全員によるセルフビルドの構築物を企画・建設していた[177]。
- 松尾白山神社
- グラウンド6面（天然芝3面＋人工芝ラグビー場1面＋クレーグラウンド1面など） - ラグビーのほか、アメリカンフットボール、ソフトボール、サッカー、テニス、ラクロスなどのスポーツで利用できる[4]。
  - 天然芝のグラウンド「平成グランド」 （座標、150 m×85 m）[4]は名古屋グランパスエイト（Jリーグ）の合宿でも用いられている[178]。1995年（平成7年）6月には古川町に、岐阜県内で唯一となる[179]「名古屋グランパスエイトJrユース飛騨校」が開校している[180]。
- 飛騨数河リゾート＆カントリークラブ[118]
- 数河除雪センター（座標） - 国土交通省中部地方整備局高山国道事務所の施設[181]。国道41号沿いに位置しており、同国道のうち古川町から数河峠を挟んで神岡町までの約30 km区間を管轄している[32]。
- 旧ドライブイン数河 - 所在地は飛騨市古川町数河8-3[182]。1970年（昭和45年）に開設[78]。国道41号沿い（数河峠の頂上付近）にあったドライブインで[182]、富山県五箇山地区の古民家から譲り受けた茅葺き屋根が特徴[79]。昭和40年代から50年代にかけて利用者数のピークを迎えたが、東海北陸自動車道など[79]、付近の道路網の整備によって交通量・利用客が減少し[182]、2019年（令和元年）10月14日限りで閉店[183]。跡地は岐阜県商工労働部観光国際局観光企画課が管理し、施設全体（合掌造りの建物など）をロケ地として貸し出している[182]。また、隣接する宿泊施設「すごうビレッジ修徒館」（飛騨市古川町数河863）[184]は営業を継続している[182][79]。
- 真言宗大覚寺派 数河山斐太寺 - 数河863番地に所在し[185]、ドライブインに隣接しているため、ドライブインに立ち寄る観光客が多く拝観している[186]。1971年（昭和46年）、数河でドライブインなどを経営する山村佐藤兵衛が大覚寺派の僧籍を修得して建立した寺院で、本尊は毘盧遮那仏である[185]。寺院設立のきっかけは、山村が懇意にしていた味岡了（真言宗大覚寺派の管長職などを務めた）が1970年の大阪万博で印度館に安置された仏像の寄贈を受け、それを山村が譲り受けたことであり、大覚寺は初転法輪の釈迦像、倶利伽羅不動明王像、歓喜仏などを堂内に安置させた[187]。また本堂として使用されている建物は、富山県八尾町の奥地にあった入母屋合掌造り古民家を譲り受けたものである[186]。
- 国民宿舎飛騨高原ロッジ[15] - 古川町数河7-37に所在していた[188]（座標）[189]。国道41号沿線に建っていた洋風2階建ての国民宿舎[190]。2023年時点では現存しない[191]。
- 国道開通記念碑（座標）[192]
- 古川数河簡易郵便局 - 古川町数河2042-22（座標）に所在していた[193]。細江農業協同組合（後に吉城農業協同組合を経て飛騨農業協同組合）が受託して1964年（昭和39年）4月1日に開設、それ以降は農協の数河支店が郵便・為替・振替の業務を受託してきたが、2008年（平成20年）7月から窓口が一時閉鎖となり[194]、2017年（平成29年）12月1日をもって廃止された[193]。1999年時点ではJAひだ数河支店やAコープ数河店も併設されていた[195]。
- 菅生稲荷神社 - 旧ドライブイン数河や斐太寺から見て、「数河歩道橋」（座標）を渡った国道41号の向かい（座標）に位置する神社[196]。

### 白山神社
白山神社（はくさんじんじゃ）は、古川町数河字宮田1776番地（座標）に所在する神社である。上数河にある神社で、宮田白山神社とも呼ばれる。岐阜県神社庁吉城郡支部に包括される。創祀は未詳だが、平安時代以前とも言われる。主祭神は伊邪那美命、摂末社祭神は菊理姫命・伊邪那岐命・剣大神。神紋は三子持ち亀甲に瓜花で、松尾白山神社と同一である。
かつては現在地より北西の数河字森ヶ洞に所在していたといい、山峡に八面玲龍として山頂を拓き数個の巨石を配置した霊山があり、この霊山を高津森と呼んでいたという。その後、現在地（宮田）に社殿を造営して遷座し、後山麓（森ヶ洞）に別当社僧・小宮寺道海のための小言寺を建立させた上で白山神社の神事に奉仕させたが、小言寺は1518年（永正15年）4月に焼失して小宮寺は滅亡、跡地は御旅所となった。後に美濃国長瀧寺の僧徒による国内勧化として白山宮となり、この里の開拓の祖として深山源左衛門・山本佐藤兵衛・山本六郎兵衛の3人の霊を祀る木像が造られ、神社に安置された。また1942年（昭和17年）には、宇迦之御魂神を祭神としていた村社・種本神社（数河字種村）を合祀しており、宇迦之御魂神は境内の稲荷神社に祀られている。このほか祓戸神社、塞の神祠が境内社として存在する。
境内にある「数河白山神社のシナの木」は目通り周囲3.38 m、高さ約30 mの大木で、飛騨に残る希少なシナノキ、および民俗的に多用途に用いられた樹木として、1994年（平成6年）1月24日付で町の天然記念物に指定されている。

### 松尾白山神社
松尾白山神社（まつおはくさんじんじゃ）は、古川町数河字宮廻2621番地（座標）に所在する神社である。下数河にある神社で、白山神社（宮田白山神社）からは約1.5 km離れている。岐阜県神社庁吉城郡支部に包括される。創祀は未詳だが、奈良時代末期以前とも伝えられる。主祭神は大山咋神、摂末社祭神は菊理姫命・伊邪那岐命・伊邪那美命。神紋は三子持ち亀甲に瓜花で、白山神社と同一である。
『吉城郡各神社明細帳』によれば、かつては別の場所に祀られていたが、松尾と呼ばれた現在地に移転し、美濃国長瀧寺の僧が来住して白山神を合祀したことから、白山大神を祭神とするようになったという。『神社明細帳』によれば、かつての社跡は現在地より1丁あまり高い「山尾」という平坦な場所にあったという。現在地の「松尾」の背後の山を「宮洞」、社外四隣を「宮廻」と呼んでいる。また、この地に近い高山（こうやま）には入らず、麓にある祀御（まつお）山で祭祀を行っていたことや、数河村を開拓した（二山）新十郎という人物がこの地を「松尾」と呼び、山上で斎祀を始めたという記載が『神社明細帳』や社伝にある。境内に秋葉大神を祀る秋葉神社があるが、創建・沿革は不詳。

## 文化
地元では数河獅子（すごうじし）と般若踊（はんにゃおどり）が伝承され、いずれも岐阜県の重要無形民俗文化財に指定されている。
般若踊は般若経を広めるために踊られたと伝えられており、緩やかで素朴な踊りが特徴である。技芸団体は般若踊保存会で、文化財指定年月日は1968年（昭和43年）11月11日、1976年（昭和51年）6月4日である。その起源は不明であるが、天正年間（西暦1573年から1592年）から伝わっているとされ、仏法への帰依を目的として般若経を歌にして踊ったのが始まりとも言われている。1589年（天正17年）に金森可重がこの般若踊を重宝して以来、林昌寺境内で盆に踊るようになったとの言い伝えがある。三段構成の踊りで、古くは三拍子（古調子）に始まり、二拍子（本調子）、一拍子（新調子）と順次変化して伝わり、2010年時点では三拍子は古老のみが踊っていた。盆踊りや縁石などで歌われ、踊られるのは二拍子と三拍子だが、これらを覚えるには相当の練習が必要とされており、一拍子が一般的であり覚えやすいとされている。鳴り物は三味線と鉦のみで、これは古川の他地域には見られない固有の特徴である。
数河ではこの般若踊が保存会によって伝承されていたが、保存会は過疎化による担い手不足で解散し、一時は存続が危ぶまれていた。その後、2005年から岐阜大学が始めた風土保全プログラムの一環で2006年（平成18年）に数河を訪れた岐阜大生が般若踊の存在を知り、保存会が残していた資料や歌の入ったテープを手がかりにし、また踊りを詳しく知っていた地元の高齢者を指導者に講習会・練習会を行い、2007年の松尾白山神社の例祭で数十年ぶりに復活、同年9月4日に行われた前夜祭で数河獅子とともに奉納された。

### 数河獅子
数河獅子は、上数河の白山神社（宮田白山神社）と下数河の松尾白山神社に特殊神事として伝わる獅子舞である。数河獅子舞、野田獅子舞とも呼ばれる。雌雄の獅子が大自然を相手に舞う「曲獅子」、天狗や猿、熊が登場する「天狗獅子」、そして「金蔵」という農民がヒョットコやオカメとともに獅子を退治する「金蔵獅子」の3段からなり、「オーバコ」という道行と「コスズメ」という太鼓・笛・摺り鉦による囃子によって導かれ、雌雄の2頭の獅子が舞い踊るものである。3弾の舞をすべて通しで演舞すると1時間近くの舞になる。「オーバコ」「コスズメ」はそれぞれ「大葉子」「子雀」と表記され、その歌詞・曲節とも山形県庄内地方とほとんど同じであることや、山形には「オバコ」という娘を意味する方言がある一方、飛騨地方には「オバコ」という方言は存在しないことから、この唄の節は山形から伝わったものと考えられている。
数河獅子は大宝年間（西暦701年 - 704年）に新羅から渡来した僧・隆観が、獅子が乱れる姿を獅子舞にしたものを後世に残したものが起源とされており、17世紀に現代の姿になったものとされている。このことから「高麗獅子」とも呼ばれる。これ以降、数河獅子は五穀豊穣や厄除けの儀式として受け継がれており、毎年9月5日に両神社で行われていた例祭に、1年交代で奉納されていた。この奉納は飛騨地方の秋祭りで最も早く催されていたため、秋の訪れの代名詞とされていた。また獅子頭の全面にクマの毛が張ってあることが特徴で、これは全国的にも珍しいものとされる。
1954年（昭和29年）秋には芸術祭が主催した第5回郷土舞踊民謡大会に参加出演した。1958年（昭和33年）には岐阜県重要無形民俗文化財に指定され、1970年（昭和45年）には地元有志による「数河獅子保存会」が結成された。1997年（平成9年）以降は数河獅子保存会により、2001年（平成13年）時点で毎年15回程度の国内外公演が行われており、ハワイや中国、ドイツなどの海外でも公演実績がある。数河獅子保存会は2009年（平成21年）に岐阜県から地域伝統文化功労者表彰を受けており、2012年（平成24年）に伝統文化ポーラ賞・地域賞を受賞している。
奉納は若社（わかしゃ）と呼ばれる住民の団体が担ってきたが、肩車や転回など激しい動きが多いことから高齢者には難しく、氏子の若者らによって組織されていた。練習は地域の緑地管理中央センターで、奉納の約1か月前から行われていた。例祭は2006年から遡って約40年前までは4日間に渡って開催されており、夜にも獅子舞が上演されていたが、過疎化による舞手不足で日程の短縮や夜の公演の取りやめが行われるようになり、2003年（平成15年）までは前夜祭は行われていなかった。1993年（平成5年）以降は若者の流出による人手不足から、獅子舞を片方の神社でしか行えなくなり、1993年は白山神社でのみ、1994年（平成6年）は松尾白山神社でのみ獅子舞が舞われた。また、末期には担い手不足から「曲獅子」だけの演目になったり、「天狗獅子」や「金蔵獅子」を一人複数役こなしたりしており、最後の奉納となった2023年以前に両神社で全3部が舞われたのは同年から約10年前のことで、その間は3部のうち2部が奉納されていた。一方で1993年からは神輿行列が復活した。その後も地区の人口が激減し、最盛期には約30人いた若社も2023年（令和5年）時点では9人のみで、同年から遡って約10年間にわたり新規メンバーがいないという状況であり、メンバーの高齢化、また市内の別の地区や市外在住のメンバーが多いことから練習参加の負担が増大したことなどから、2019年（令和元年）には2022年（令和4年）限りで若社を解散することが決まった。しかし2020年（令和2年）から2022年はコロナ禍のため奉納が中止になったことから、2023年に区切りとして最後の奉納を行った上で解散することとなった。一方で数河獅子保存会はその後も存続し、翌2024年（令和6年）の例祭では白山神社の新宮司就任を記念し、有志12人による舞が披露された。

## 交通アクセス
道路を利用した場合、東海北陸自動車道の飛騨清見ICから約28 kmの距離にある。飛騨市中心部からの自家用車による所要時間、およびJR高山本線の飛騨古川駅からのタクシーによる所要時間はいずれも約20分である。
- 名古屋から - 自家用車（名神高速道路・東海北陸自動車道経由）で約3時間、高速バス（高速メイヒライナー）利用で約3時間20分、特急「ひだ」（飛騨古川駅でタクシー乗り換え）利用で約170分[22]。
- 高山から - 自家用車で約40分[22]。
- 富山から - 自家用車で約1時間10分、高山線（飛騨古川駅でタクシー乗り換え）利用で約96分[22]。
- 東京から - 自家用車の場合、中央自動車道（松本ICで下車）・国道158号・国道41号経由[22]。東海道新幹線「のぞみ」・特急「ひだ」（飛騨古川駅でタクシー乗り換え）利用の場合、所要時間は約4時間20分（260分）[22]。
- 大阪から - 自家用車（名神高速道路・東海北陸自動車道経由）・特急「ひだ」（大阪駅発着便、飛騨古川駅でタクシー乗り換え）利用とも所要時間は約5時間[22]。